# São Valentim (district de Santa Maria)
Pour les articles homonymes, voir São Valentim.
São Valentim est l'un des dix districts dans lesquels se divise la ville brésilienne de Santa Maria, dans l'État du Rio Grande do Sul.

## Limites
| Sede São Valentim Pains Arroio Grande Arroio do Só Passo do Verde Boca do Monte Palma Santa Flora Santo Antão |

Limitée aux districts de Boca do Monte, Pains, Santa Flora, Sede, e, co municipio de Dilermando de Aguiar.

## Quartiers
Le district est divisé en quartiers suivants :
1. São Valentim